# Judit Herczig
Judit Herczig (* 11. April 1976 in Budapest) ist eine in Ungarn geborene österreichische Tischtennis-Spielerin. Sie nahm sechs Mal an Weltmeisterschaften teil.
Ihr Vorname wird gelegentlich mit h geschrieben.

## Werdegang
Judit Herczig begann ihre Karriere in Ungarn. Unter dem Ungarischen TT-Verband startete Junioren-Europameisterschaft 1993 in Ljubljana, wo sie den Titel im Doppel mit Katalin Harsanyi und mit der Mannschaft gewann.
1995 verließ sie Ungarn und schloss sich dem österreichischen Verein Union Oberndorf an. 1996 wechselte sie zu UTTV Pinkafeld, später spielte sie für den SV Schwechat in der Staatsliga, ab 2011 für den SVS Ströck, wo sie heute (2012) Vizepräsidentin ist.
Bald nahm Judit Herczig die österreichische Staatsbürgerschaft an. Ende der 1990er und Anfang der 2000er Jahre gehörte sie zu den führenden Spielerinnen Österreichs. In der nationalen Rangliste belegte sie 1999/2000 und im Dezember 2003 Platz zwei. 2003 und 2004 gewann sie die österreichische Meisterschaft im Einzel. In den Jahren davor wurde sie sechsmal Zweite, 1997 hinter Petra Fichtinger, von 1998 bis 2002 hinter Liu Jia.
Von 1997 bis 2004 nahm sie sechsmal an Weltmeisterschaften teil, 1998, 2000, 2002 und 2003 wurde sie für Europameisterschaften nominiert. In die Nähe von Medaillenrängen kam sie dabei nicht. 2000 qualifizierte sie sich für die Teilnahme an den Olympischen Sommerspielen. Bis 2004 war Herczig als Heeressportlerin Teil des Heeressportzentrums des Österreichischen Bundesheers.
Nach 2004 trat sie international nicht mehr auf und übernahm Funktionärsaufgaben. So wurde sie Damenreferentin im Niederösterreichischen Tischtennisverband NÖTTV. 2008 trainierte sie die Jugend beim Verein UTTC-Stockerau.

## Privat
Judit Herczig hat zusammen mit ihrem Lebensgefährten Roland Regnemer einen Sohn (* 2010).

## Turnierergebnisse
| Verband | Veranstaltung                         | Jahr | Ort             | Land | Einzel       | Doppel           | Mixed      | Team |
| ------- | ------------------------------------- | ---- | --------------- | ---- | ------------ | ---------------- | ---------- | ---- |
| AUT     | Europameisterschaft                   | 2002 | Zagreb          | HRV  |              | Viertelfinale    |            |      |
| AUT     | Europameisterschaft                   | 2000 | Bremen          | GER  |              | Viertelfinale    |            |      |
| HUN     | Jugend-Europameisterschaft (Junioren) | 1993 | Ljubljana       | SVN  |              | Gold             |            | 1    |
| AUT     | Olympische Spiele                     | 2000 | Sydney          | AUS  | keine Teiln. | sofort ausgesch. |            |      |
| AUT     | Pro Tour                              | 2002 | Eindhoven       | NED  | letzte 64    | letzte 16        |            |      |
| AUT     | Pro Tour                              | 2002 | Magdeburg       | GER  |              | Halbfinale       |            |      |
| AUT     | Pro Tour                              | 2002 | Qingdao City    | CHN  |              | letzte 16        |            |      |
| AUT     | Pro Tour                              | 2002 | Courmayeur      | ITA  | letzte 64    | letzte 16        |            |      |
| AUT     | Pro Tour                              | 2002 | Doha            | QAT  |              | Viertelfinale    |            |      |
| AUT     | Pro Tour                              | 2002 | Wels            | AUT  |              | Halbfinale       |            |      |
| AUT     | Pro Tour                              | 2001 | Rotterdam       | NED  | letzte 32    | letzte 16        |            |      |
| AUT     | Pro Tour                              | 2001 | Bayreuth        | GER  | letzte 64    | Viertelfinale    |            |      |
| AUT     | Pro Tour                              | 2001 | Zagreb          | HRV  | letzte 64    | Silber           |            |      |
| AUT     | Pro Tour                              | 2001 | Doha            | QAT  | letzte 32    | Halbfinale       |            |      |
| AUT     | Pro Tour                              | 2001 | Chatham         | ENG  | Rd 1         | Viertelfinale    |            |      |
| AUT     | Pro Tour                              | 2000 | Farum           | DEN  | letzte 32    | Halbfinale       |            |      |
| AUT     | Pro Tour                              | 2000 | Warschau        | POL  | Rd 1         | letzte 16        |            |      |
| AUT     | Pro Tour                              | 2000 | Toulouse        | FRA  |              | Viertelfinale    |            |      |
| AUT     | Pro Tour                              | 2000 | Rio de Janeiro  | BRA  |              | letzte 16        |            |      |
| AUT     | Pro Tour                              | 2000 | Fort Lauderdale | USA  | Rd 1         | Rd 1             |            |      |
| AUT     | Pro Tour                              | 2000 | Chang Chun City | CHN  |              | letzte 16        |            |      |
| AUT     | Pro Tour                              | 2000 | Zagreb          | HRV  |              | letzte 16        |            |      |
| AUT     | Pro Tour                              | 1999 | Prag            | CZE  | letzte 32    | Silber           |            |      |
| AUT     | Pro Tour                              | 1999 | Karlskrona      | SWE  | Rd 1         | Viertelfinale    |            |      |
| AUT     | Pro Tour                              | 1999 | Lievin          | FRA  |              | letzte 16        |            |      |
| AUT     | Pro Tour                              | 1999 | Linz/Wels       | AUT  |              | letzte 16        |            |      |
| AUT     | Pro Tour                              | 1999 | Melbourne       | AUS  | letzte 32    | Silber           |            |      |
| AUT     | Pro Tour                              | 1999 | Zagreb          | HRV  | Rd 1         | Viertelfinale    |            |      |
| AUT     | Pro Tour                              | 1999 | Hopton-on-Sea   | ENG  |              | Halbfinale       |            |      |
| AUT     | Pro Tour                              | 1999 | Doha            | QAT  |              | Silber           |            |      |
| AUT     | Pro Tour                              | 1998 | Sundsvall       | SWE  |              | letzte 16        |            |      |
| AUT     | Pro Tour                              | 1998 | Belgrad         | YUG  | letzte 32    | letzte 16        |            |      |
| AUT     | Pro Tour                              | 1998 | Courmayeur      | ITA  |              | letzte 16        |            |      |
| AUT     | Pro Tour                              | 1998 | Ji' Nan City    | CHN  |              | letzte 16        |            |      |
| AUT     | Pro Tour                              | 1998 | Melbourne       | AUS  | letzte 32    | Viertelfinale    |            |      |
| AUT     | Pro Tour                              | 1998 | Zagreb          | HRV  | letzte 32    | letzte 16        |            |      |
| AUT     | Pro Tour                              | 1997 | Linz            | AUT  |              | Rd 1             |            |      |
| AUT     | Pro Tour                              | 1997 | Gdańsk          | POL  | letzte 16    | Silber           |            |      |
| AUT     | Pro Tour Grand Finals                 | 2001 | Hainan          | CHN  |              | Viertelfinale    |            |      |
| AUT     | Pro Tour Grand Finals                 | 2000 | Kobe City       | JPN  |              | Viertelfinale    |            |      |
| AUT     | Pro Tour Grand Finals                 | 1999 | Sydney          | AUS  |              | Halbfinale       |            |      |
| AUT     | Pro Tour Grand Finals                 | 1998 | Paris           | FRA  |              | Halbfinale       |            |      |
| AUT     | Weltmeisterschaft                     | 2004 | Doha            | QAT  |              |                  |            | 34   |
| AUT     | Weltmeisterschaft                     | 2003 | Paris           | FRA  | letzte 128   | letzte 32        | Qual       |      |
| AUT     | Weltmeisterschaft                     | 2001 | Osaka           | JPN  | letzte 128   | Viertelfinale    | letzte 64  | 16   |
| AUT     | Weltmeisterschaft                     | 2000 | Kuala Lumpur    | MAS  |              |                  |            | 31   |
| AUT     | Weltmeisterschaft                     | 1999 | Eindhoven       | NED  | letzte 64    | letzte 32        | letzte 64  |      |
| AUT     | Weltmeisterschaft                     | 1997 | Manchester      | ENG  | letzte 128   | Rd 2             | letzte 128 |      |